# Iversonklammer
En Iversonklammer är inom matematiken en speciell notation för ett tal som är 1 eller 0 beroende på sanningsvärdet av ett påstående:
{\displaystyle [P]={\begin{cases}1&{\mbox{om }}P{\mbox{ sann}}\\0&{\mbox{annars}}\end{cases}}}
Där P är ett påstående som är sant eller falskt. Notationen introducerades av Kenneth Iverson i programspråket APL.

## Användning
En summa kan uttryckas annorlunda med Iversonklammrar:
{\displaystyle \sum _{k=0}^{n}f(k)=\sum _{k}f(k)[0\leq k\leq n]}.
Den första summan summerar från 0 till n, den andra summerar över alla heltal, men om heltalet inte ligger mellan 0 och n multipliceras funktionsvärdet med noll och termen blir därför noll. Detta kan användas till att manipulera summor.

## Speciella exempel
Kroneckerdeltat kan uttryckas som:
{\displaystyle \delta _{ij}=[i=j]\,}.
Signumfunktionen kan skrivas:
{\displaystyle \operatorname {sgn} x=[x>0]-[x<0]\,}.